# Бараки (Кировская область)
Бараки — опустевшая деревня в Даровском районе Кировской области в составе Верховонданского сельского поселения.

## География
Находится на расстоянии примерно 21 километр по прямой на северо-запад от районного центра поселка Даровской.

## История
Известна с 1978, в 1989 учтено было 13 жителей.

## Население
Постоянное население  составляло 10 человек (русские 100%) в 2002 году, 0 в 2010.